# Rachelle Boone-Smith
Pour les articles homonymes, voir Boone et Smith.
Rachelle Boone-Smith, née le 30 juin 1981, est une athlète américaine spécialiste du sprint.

## Palmarès
- Championnats du monde d'athlétisme
  -  Médaille d'argent du 200 mètres aux Championnats du monde d'athlétisme 2005 à Helsinki avec un temps de 22 s 31.